# Karl Hipfinger
Karl Hipfinger (né le 28 octobre 1905 à Vienne et mort le 20 avril 1984) est un haltérophile autrichien.

## Palmarès

### Jeux olympiques
- Los Angeles 1932
  -  Médaille de bronze en moins de 75 kg[1].

### Championnats d'Europe d'haltérophilie
- 1929 à Vienne
  -  Médaille d'or en moins de 75 kg
- 1930 à Munich
  -  Médaille de bronze en moins de 75 kg
- 1934 à Gênes
  -  Médaille de bronze en moins de 75 kg